# Даффо-бутура
Даффо-бутура (англ. daffo-butura, lis ma run) — идиом западночадской ветви чадской семьи, распространённый в центральной Нигерии в западной части штата Плато.
Как самостоятельный язык даффо-бутура рассматривается в классификации афразийских языков британского лингвиста Роджера Бленча (Roger Blench), в классификации, опубликованной в работе С. А. Бурлак и С. А. Старостина «Сравнительно-историческое языкознание», в классификации чешского лингвиста Вацлава Блажека (Václav Blažek) и в классификации чадских языков в статье В. Я. Порхомовского «Чадские языки», опубликованной в лингвистическом энциклопедическом словаре.
Как диалект языка рон даффо-бутура рассматривается в классификации, представленной в справочнике языков мира Ethnologue. Иногда к диалектам языка рон помимо языка даффо-бутура также относят языки бокос (боккос, чала), нафунфья и шагаву.
В большинстве классификаций язык даффо-бутура вместе с языками бокос, шагаву, ша, кулере, карфа, мундат, фьер и тамбас включается в состав группы языков рон.
В классификации, представленной в справочнике Ethnologue, язык рон, в качестве диалекта которого рассматривается даффо-бутура, включён в число языков собственно рон подгруппы А4 группы А западночадской ветви.
В ареале языков (или диалектов) рон ареал идиома даффо-бутура занимает центральное положение, к востоку от него размещён ареал идиома бокос, а к западу — ареал идиома шагаву (монгуна).

## Лингвистическая характеристика
Для даффо-бутура характерны следующие языковые особенности:
1. Как и все языки чадской семьи даффо-бутура относится к тональным.
2. Глагольные основы противопоставляются в зависимости от аспекта (как и в других языках рон), в даффо-бутура имеются три типа основ: простая, перфектная, образуемая от простой с помощью суффикса ‑an, и имперфектная, образуемая от простой с помощью инфикса ‑ā‑, при этом возможны морфонологические чередования в основе.
3. Наличие трёх рядов местоименных субъектных показателей, при постановке которых перед глагольной основой или отглагольным именем образуются спрягаемые глагольные формы с различными видо-временными и модальными значениями. В рядах представлены категории единственного, множественного и двойственного числа, причём во 2‑м и 3‑м лице единственного числа различаются формы мужского и женского рода, а в 1‑м лице двойственного и множественного числа противопоставлены формы инклюзива и эксклюзива.
4. Наличие специального суффикса глагольной основы ‑ay со значениями интенсива и аппликатива.